# 董良材
董良材（?—?），易门人，清朝政治人物。进士出身。
雍正八年，登進士，后擔任清朝遵义府婺川縣知縣。后由盧造接任。